# 仁藤梦乃
仁藤梦乃（日语：仁藤 夢乃／にとう ゆめの，1989年12月19日—），日本社会活动家、政治活动家。 一般社团法人Colabo创始人。她的妹妹是前AKB48成员仁藤萌乃 。